# George Herbert Hitchings

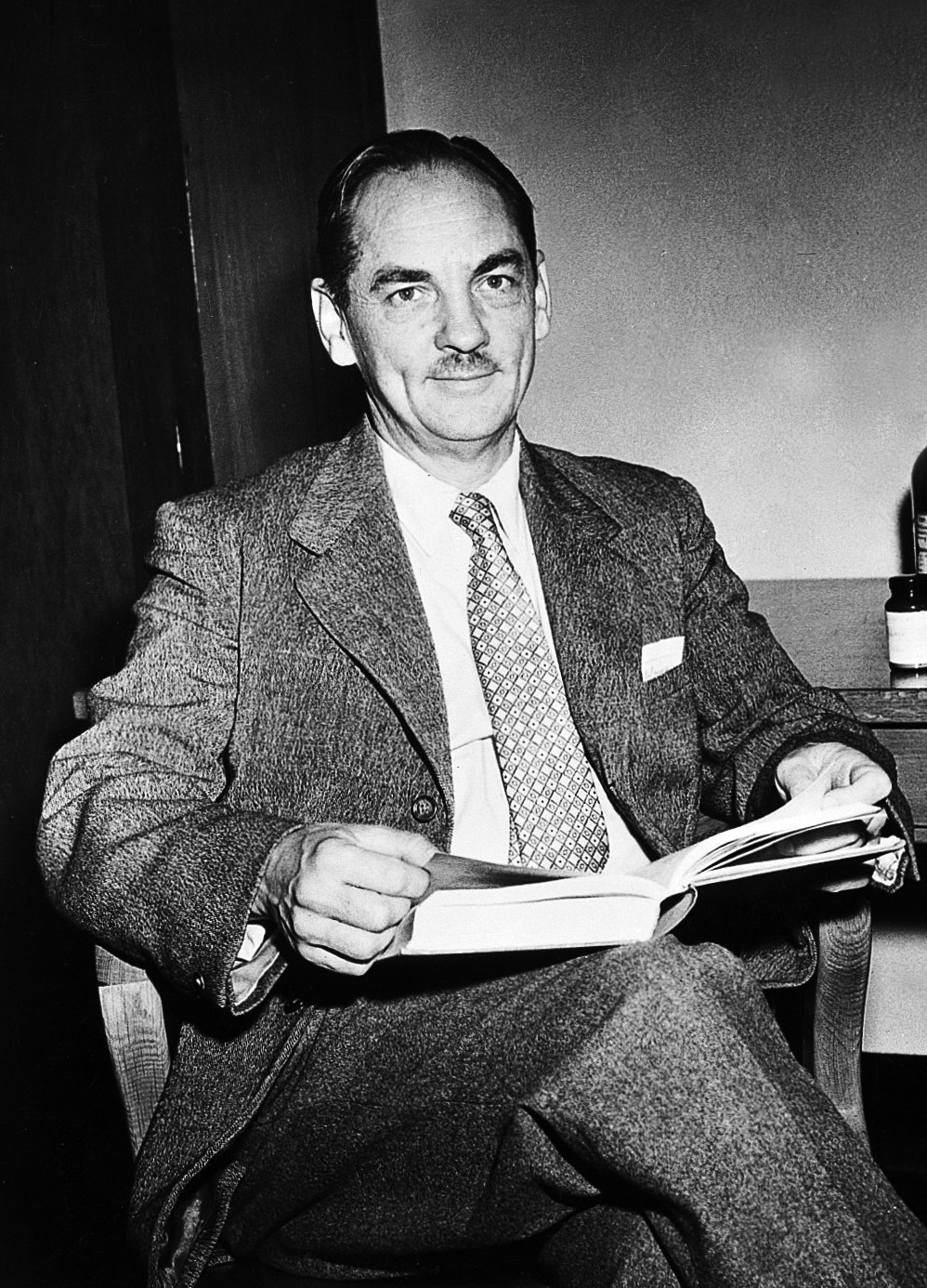
George Herbert Hitchings

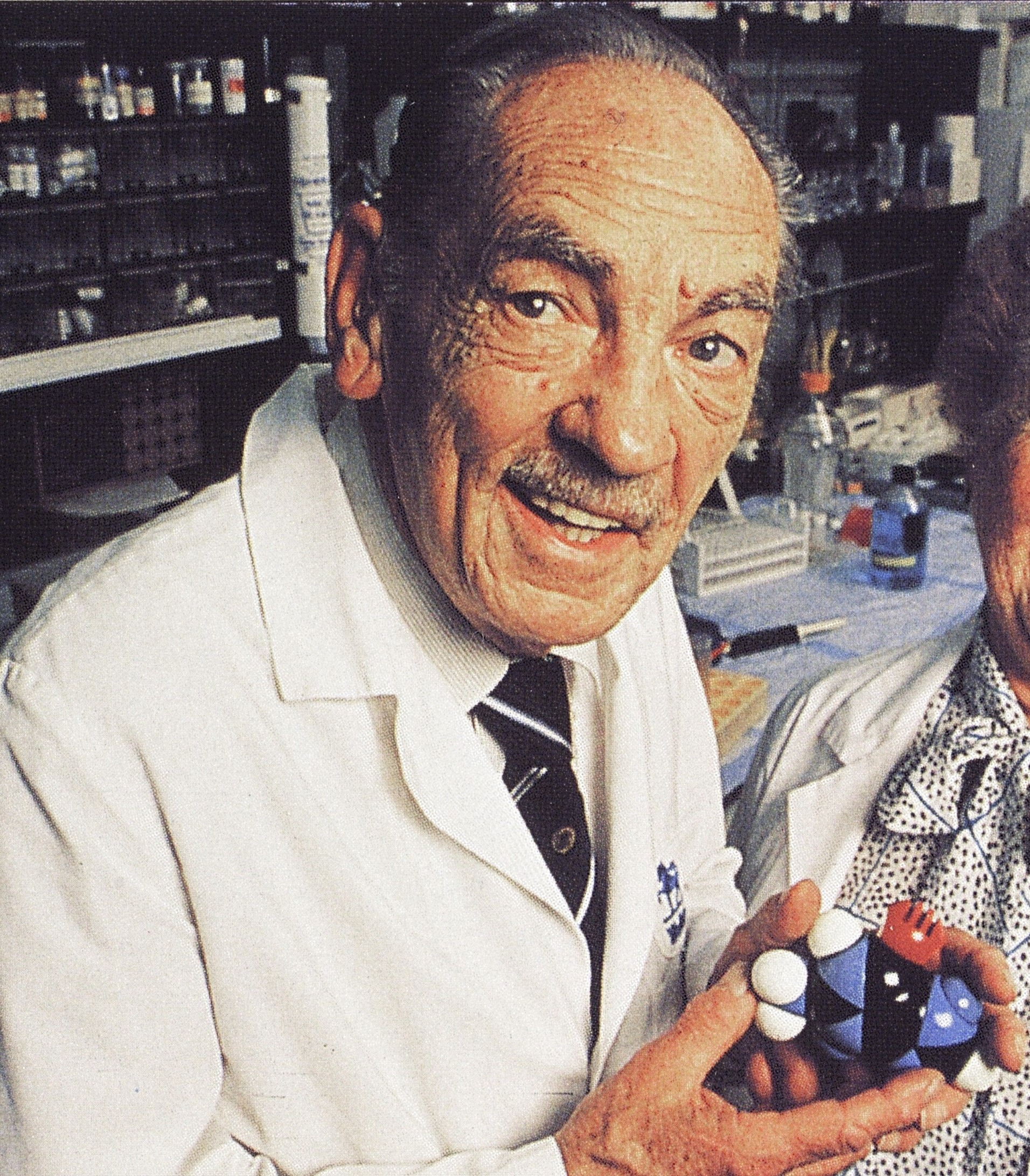
George Herbert Hitchings, 1988

George Herbert Hitchings (* 18. April 1905 in Hoquiam, Washington; † 27. Februar 1998 in Chapel Hill, North Carolina) war ein US-amerikanischer Biochemiker und Pharmakologe. Er war lange Zeit als Forschungsdirektor der Burroughs Wellcome & Company tätig.
1988 erhielt er gemeinsam mit James W. Black und Gertrude Elion für biochemische Entdeckungen, die neue medikamentöse Therapiemöglichkeiten eröffneten, den Nobelpreis für Physiologie oder Medizin. Er forschte insbesondere über die Unterschiede im Nucleinsäurestoffwechsel von menschlichen Zellen, Krebszellen, Bakterien, Viren und Protozoen. Die so gewonnenen Erkenntnisse trugen wesentlich zur Verbesserung der Bekämpfung von Infektionen und Krebszellen durch Chemotherapie bei. Bereits 1968 war er mit einem Gairdner Foundation International Award ausgezeichnet worden.
Hitchings besuchte die Franklin High School in Seattle und studierte ab 1923 an der University of Washington, mit dem Bachelor-Abschluss in Chemie 1927 und dem Master-Abschluss 1928 mit einer an der meeresbiologischen Station der Universität im Puget Sound angefertigten Arbeit. Er setzte sein Studium an der Harvard University fort und promovierte 1933 an der Harvard Medical School. Danach forschte er in Harvard und an der Case Western Reserve University und war ab 1942 an den Wellcome Forschungslaboratorien, wo seine Zusammenarbeit mit Gertrude Elion begann. Zu den Medikamenten, an deren Entwicklung er beteiligt war, gehörten Pyrimethamin (u. a. gegen Malaria), Mercaptopurin (ein Zytostatikum gegen Leukämie), Tioguanin (ein Zytostatikum), Allopurinol (gegen Gicht), Azathioprin (Immunsuppressivum) und Trimethoprim (ein Antibiotikum).
1967 wurde er Vizepräsident für Forschung bei Burroughs-Wellcome. 1976 ging er in Pension. Neben seiner Tätigkeit bei Wellcome lehrte er an der Duke University School of Medicine. 1977 wurde er in die National Academy of Sciences, 1991 in die American Academy of Arts and Sciences gewählt.